# ذكاء اصطناعي مثالي
بمجال الذكاء الاصطناعي، إن أصعب المشاكل معروفة ب AI-complete و AI-hard , متضمنا بأن صعوبة هذه المشاكل الحسابية، بافتراض بأن الذكاء حسابي، تعادل حل مشكلة الذكاء الاصطناعي المركزي أي جعل اجهزة الحواسيب ذكية مثل الإنسان أو قوة الذكاء الاصطناعي. لأن تكون تسمية المشكلة AI-complete يجب ان تعكس مشكلة لا يمكن حلها باستخدام خوارزمية محددة بسيطة.
يفترض من مشاكل AI-complete ان تتضمن رؤية حاسوبية، فهم اللغات الطبيعية والتعامل مع حوادث غير من المتوقع حدوثها عند التعامل مع مشاكل الحياة الواقعية.
في الوقت الحالي، مشاكل ال AI-complete لا يمكن حلها باستخدام تكنولوجيا الحاسوب الحديثة فقط، بل سوف تتطلب مساعدة من الحساب البشري. قد تكون هذه الخاصية مفيدة، على سبيل المثال، لاختبار وجود البشر كما تهدف كابتشا (CAPTCHA) إلى القيام به، ولأمن الكمبيوتر للتحايل على هجمات القوة الغاشمة.

## التاريخ
صاغ المصطلح فانيا مونتالفو (Fanya Montalvo) بالقياس مع نظرية التعقيد الحسابي NP-complete و NP-hard في التعقيد، والتي تصف رسميًا أشهر فئة من المشاكل الصعبة. إن الاستخدامات الاولية للمصطلح موجودة في اطروحة الدكتوراه لايريك مويلير (Erik Mueller) عام 1987م dissertation وملف الجورجن (Jargon File) لايريك رايموند (Eric Raymond) عام 1991م.

## مشاكل الذكاء الاصطناعي المثالي
```
من المفترض لمشاكل AI-complete ان تتضمن: 
```

- استعراض النظراء الاصطناعي (مركب من فهم اللغة الطبيعية، التفكير الالي، اثبات النظرية الالية، ونظام خبير منطقي رسمي)
- مشاكل بوجارد
- الرؤية الحاسوبية (أيضا المشاكل الثانوية مثل تحليل النصوص، الترجمة الالية، وتوضيح معنى الكلمة[8]).
- التعامل مع الظروف الغير متوقعة في حين حل أي مشكلة متعلقة بالحياة الواقعية، سواء كان التنقل أو التخطيط أو حتى نوع التفكير الذي تقوم به انظمة الخبراء.

### الترجمة الآلية
يجب أن تكون الآلة قادرة على فهم النص وأن يكون قادرًا على متابعة حجة المؤلف، لذلك يجب أن يكون لديه بعض القدرة على التفكير، وأن يكون لديه معرفة عالمية واسعة حتى يعرف ما يتم مناقشته - يجب على الأقل أن يكون على دراية بجميع الحقائق المنطقية نفسها التي يعرفها المترجم البشري العادي. بعض هذه المعرفة هي على شكل حقائق يمكن تمثيلها بشكل صريح، لكن بعض من هذه المعرفة غير واعية ومرتبطة ارتباطًا وثيقًا بجسم الإنسان: على سبيل المثال، قد تحتاج الآلة إلى فهم كيف يشعر المرء عندما يكون بالمحيط لترجمة استعارة معينة بدقة في النص، يجب أيضًا أن تكون نموذجًا لأهداف المؤلفين ونواياهم وحالاتهم العاطفية لإعادة إنتاجها بدقة بلغة جديدة. باختصار، يجب أن تمتلك الآلة مجموعة واسعة من المهارات الفكرية البشرية، بما في ذلك الاستنتاج والمعرفة المنطقية والحدس التي تكمن وراء الحركة والتلاعب والإدراك والذكاء الاجتماعي. بناءا على ذلك، يُعتقد أنه AI-complete قد يتطلب ذكاءً اصطناعيًا عاليا لكي تتم الترجمة الآلية بشكل جيد قياسا بترجمة البشر.

## هشاشة البرامج
يمكن لأنظمة الذكاء الاصطناعي الحالية أن تحل الإصدارات البسيطة جدًا أو المقيدة من مشاكل الذكاء الاصطناعي الكاملة، ولكن ليس بعموميتها الكاملة. عندما يحاول باحثو الذكاء الاصطناعي «توسيع» أنظمتهم للتعامل مع مواقف أكثر تعقيدًا في العالم الحقيقي، تميل البرامج إلى أن تصبح هشة للغاية دون معرفة منطقية أو فهم أولي للموقف؛ يفشلون عندما تبدأ ظروف غير متوقعة خارج سياق المشكلة الأصلي في الظهور. عندما يتعامل البشر مع مواقف جديدة في العالم، يتم مساعدتهم بشكل كبير من خلال حقيقة أنهم يعرفون ما يمكن توقعه، فهم يعرفون ما هي كل الأشياء من حولهم، ولماذا هم هناك، وما الذي من المحتمل أن يفعلوه وما إلى ذلك. يمكنهم التعرف على المواقف غير العادية والتكيف معها وفقًا لذلك. لا تمتلك آلة بدون ذكاء اصطناعي قوي أي مهارات أخرى يمكن الاعتماد عليها.

## التشكيل
تتعامل نظرية التعقيد الحسابي مع الصعوبة الحسابية النسبية للوظائف الحسابية. بحكم تعريفه، فإنه لا يغطي المشكلات التي يكون حلها غير معروف أو لم يتم وصفه رسميًا. نظرًا لأن العديد من مشكلات الذكاء الاصطناعي ليس لها شكل رسمي حتى الآن، فإن نظرية التعقيد التقليدية لا تسمح بتعريف اكتمال الذكاء الاصطناعي.
```
لمعالجة هذه المشكلة، تم اقتراح نظرية التعقيد للذكاء الاصطناعي.
[
10
]
 يعتمد على نموذج حسابي يقسم العبء الحسابي بين الكمبيوتر والإنسان: يتم حل جزء واحد بواسطة الكمبيوتر والجزء الآخر يحل بواسطة الإنسان. تم إضفاء الطابع الرسمي على هذا من خلال آلة تورينغ بمساعدة الإنسان. 
```

يحدد التشكيل تعقيد الخوارزمية وتعقيد المشكلة وقابلية الاختزال والتي بدورها تسمح بتحديد فئات التكافؤ. تعقيد تنفيذ خوارزمية باستخدام آلة تورينج بمساعدة الإنسان يتم الحصول عليها من خلال زوج من ({\displaystyle \langle \Phi _{H},\Phi _{M}\rangle })، حيث يمثل العنصر الأول تعقيد الجزء البشري والعنصر الثاني هو مدى تعقيد جزء الجهاز.

### النتائج
- تعقيدات حل المشاكل التالية باستخدام آلة Turing بمساعدة الإنسان هو:[10]
- التعرف البصري على الأحرف للنص المطبوع: {\displaystyle \langle O(1),poly(n)\rangle }
- اختبار تورينغ:
- لمحادثة{\displaystyle n} حيث يتذكر أوراكل سجل المحادثة (أوراكل مستمر): {\displaystyle \langle O(n),O(n)\rangle }
- لمحادثة {\displaystyle n} حيث يجب إعادة إرسال سجل المحادثة: {\displaystyle \langle O(n),O(n^{2})\rangle }
- لمحادثة {\displaystyle n} حيث يجب إعادة إرسال سجل المحادثة ويأخذ الشخص وقتًا خطيًا لقراءة الاستعلام: {\displaystyle \langle O(n^{2}),O(n^{2})\rangle }
- لعبة ESP: {\displaystyle \langle O(n),O(n)\rangle }
- تصنيف الصور (بناءً على بروتوكول آرثر-ميرلين (Arthur–Merlin)): {\displaystyle \langle O(n),O(n)\rangle }
- تصنيف الصورة: للإنسان فقط {\displaystyle \langle O(n),O(n)\rangle } ، وباعتماد أقل على الإنسان: {\displaystyle \langle O(\log n),O(n\log n)\rangle }.

## انظر ايضاً
- ASR- كاملة
- قائمة المشاكل التي لم تحل في علوم الكمبيوتر
- الاستخبارات الاصطناعية